# Playa de La Ñera
La playa de las Ñera pertenece al pueblo española de Moniello que está muy próximo y está protegida por la «punta de Vaca». Es un pedrero en forma de concha con afloramiento de rocas de aristas pronunciadas. Los accesos son muy complicados, inclinados, con mucha vegetación baja e inferiores a 500 m. Tiene dos accesos: uno parte de la senda costera que va de Luanco a Moniello, y el otro desde Luanco por las calles Fuerte y Atalaya sucesivamente donde hay un aparcamiento. Desde allí se va a la playa por un camino hasta la «punta de La Vaca» que está a unos cien metros hasta la playa. 
Las actividades recomendadas son la pesca submarina y la deportiva o recreativa a caña.